# Бамбуковий вертоліт

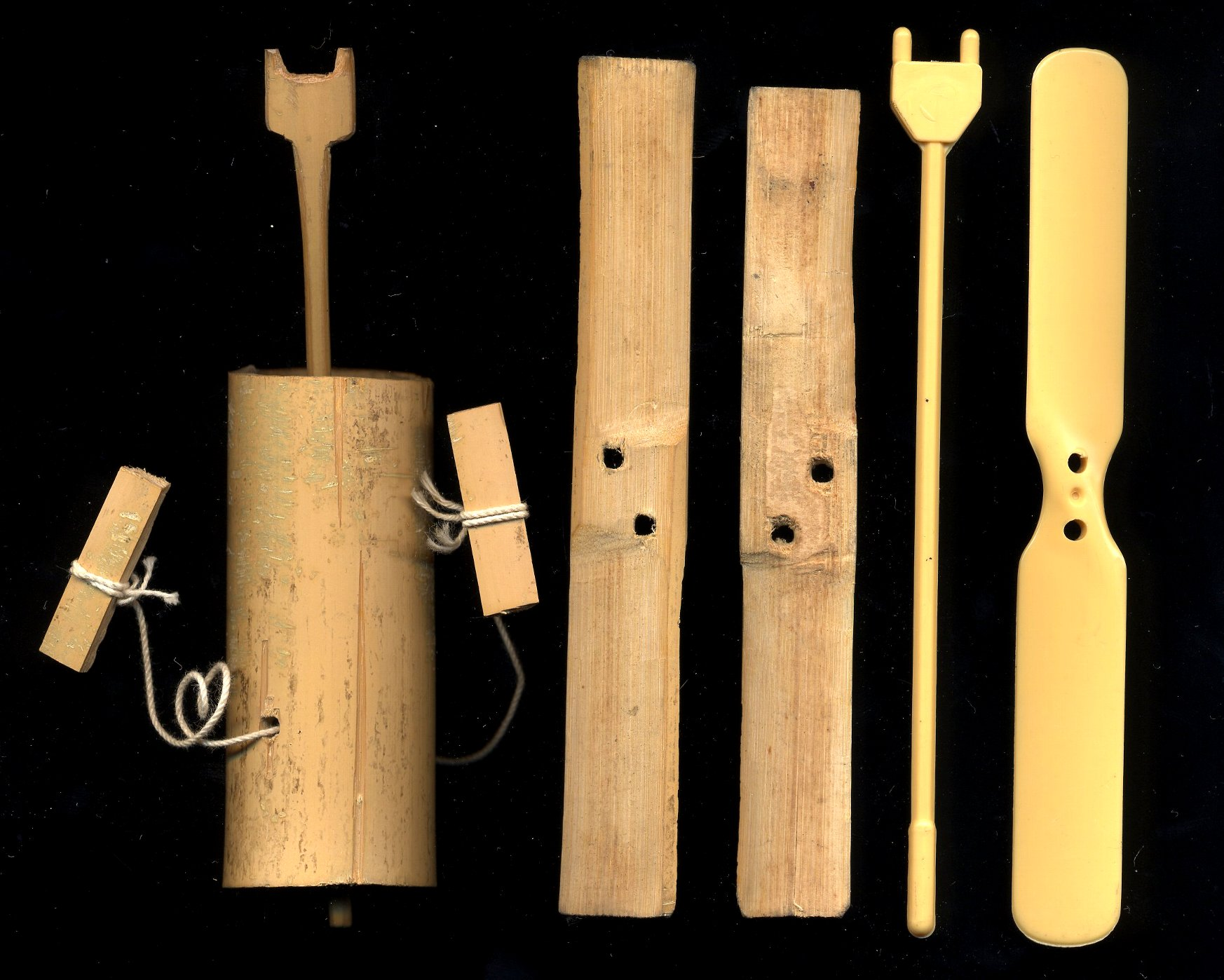
Сучасні іграшки, бамбукова ліворуч і пластикова праворуч

Бамбу́ковий вертолі́т (кит.: 竹蜻蜓, яп. 竹蜻蛉) — це іграшковий гвинт, що здіймається вгору, якщо його вал швидко розкрутити. Ця схожа на вертоліт дзиґа з'явилася у Китаї приблизно 400 років до нашої ери у період Чжаньґо. Найперші відомі подібні іграшки були зроблені з пір'я, закріпленого на краю палиці, що швидко розкручували і відпускали у політ. Ця іграшка стала об'єктом ранніх експериментів Джорджа Кейлі, засновника сучасного повітроплавання, і таким чином її можна вважати втіленням першого вертольота.